# Saint-Ferme
Saint-Ferme (Sent Fèrmer en gascon) est une commune du Sud-Ouest de la France, située dans le département de la Gironde (région Nouvelle-Aquitaine).
Ses habitants sont appelés les Saint-Fermois.

## Géographie

### Localisation
La commune se trouve dans l'Entre-deux-Mers, à 63 km à l'est-sud-est de Bordeaux, chef-lieu du département, à 34 km à l'est-nord-est de Langon, chef-lieu d'arrondissement et à 7,5 km au sud-sud-ouest de Pellegrue, ancien chef-lieu de canton.

### Communes limitrophes
Les communes limitrophes en sont Pellegrue au nord-est, Dieulivol au sud-est, Le Puy au sud, Rimons au sud-ouest, Cazaugitat au nord-ouest et Auriolles au nord-nord-ouest.
| Cazaugitat | Auriolles   | Pellegrue               |
| Rimons     | Saint-Ferme | Sainte-Colombe-de-Duras |
| Coutures   | Le Puy      | Dieulivol               |

### Climat
Pour des articles plus généraux, voir Climat de la Nouvelle-Aquitaine et Climat de la Gironde.
Historiquement, la commune est exposée à un climat océanique aquitain.  
En 2020, Météo-France publie une typologie des climats de la France métropolitaine dans laquelle la commune est exposée à un climat océanique et est dans la région climatique  Aquitaine, Gascogne, caractérisée par une pluviométrie abondante au printemps, modérée en automne, un faible ensoleillement au printemps, un été chaud (19,5 °C), des vents faibles, des brouillards fréquents en automne et en hiver et des orages fréquents en été (15 à 20 jours).
Pour la période 1971-2000, la température annuelle moyenne est de 12,8 °C, avec une amplitude thermique annuelle de 15 °C. Le cumul annuel moyen de précipitations est de 816 mm, avec 11,4 jours de précipitations en janvier et 6,3 jours en juillet. Pour la période 1991-2020, la température moyenne annuelle observée sur la station météorologique la plus proche, située sur la commune de Talence à 11 km à vol d'oiseau, est de 14,3 °C et le cumul annuel moyen de précipitations est de 884,0 mm,. Pour l'avenir, les paramètres climatiques de la commune estimés pour 2050 selon différents scénarios d’émission de gaz à effet de serre sont consultables sur un site dédié publié par Météo-France en novembre 2022.

## Urbanisme

### Typologie
Au 1er janvier 2024, Saint-Ferme est catégorisée commune rurale à habitat très dispersé, selon la nouvelle grille communale de densité à sept niveaux définie par l'Insee en 2022.
Elle est située hors unité urbaine et hors attraction des villes,.

### Occupation des sols

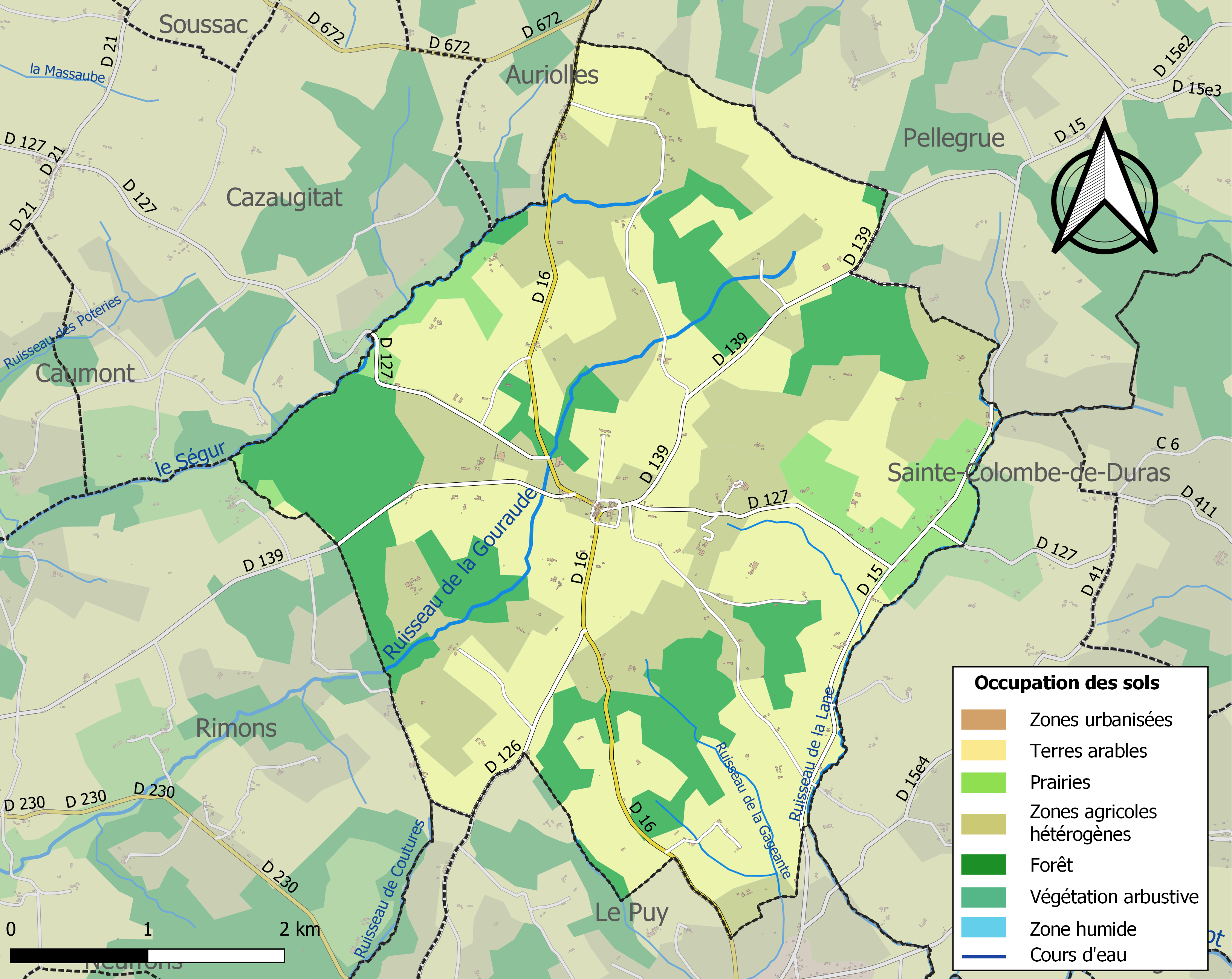
Carte des infrastructures et de l'occupation des sols de la commune en 2018 (CLC).

L'occupation des sols de la commune, telle qu'elle ressort de la base de données européenne d’occupation biophysique des sols Corine Land Cover (CLC), est marquée par l'importance des territoires agricoles (79 % en 2018), une proportion identique à celle de 1990 (79 %). La répartition détaillée en 2018 est la suivante : 
cultures permanentes (34 %), zones agricoles hétérogènes (28,6 %), forêts (21 %), terres arables (10,9 %), prairies (5,5 %). L'évolution de l’occupation des sols de la commune et de ses infrastructures peut être observée sur les différentes représentations cartographiques du territoire : la carte de Cassini (XVIIIe siècle), la carte d'état-major (1820-1866) et les cartes ou photos aériennes de l'IGN pour la période actuelle (1950 à aujourd'hui).

### Voies de communication et transports
Les principales voies de communication routière, toutes traversant le bourg, sont la route départementale D16 qui mène vers le nord à Pellegrue et vers le sud au Puy et Monségur, la route départementale D127 qui mène vers le nord-ouest à Cazaugitat et vers l'est en direction de Sainte-Colombe-de-Duras et la route départementale D139 qui mène vers l'ouest-sud-ouest à Castelmoron-d'Albret.
L'accès à l'autoroute A62 (Bordeaux-Toulouse) le plus proche est celui de  04 La Réole se situe à 26 km vers le sud-sud-est.
L'accès  1 Bazas à l'autoroute A65 (Langon-Pau) se situe à 44 km vers le sud-sud-ouest.
L’accès le plus proche à l'autoroute A89 (Bordeaux-Lyon) est celui de l'échangeur autoroutier  avec la route nationale 89 qui se situe à 39 km vers le nord-ouest. L'accès  12 Montpont à cette autoroute se situe à 42 km vers le nord.
La gare SNCF la plus proche est celle de La Réole, distante de 18 km vers le sud-sud-est, sur la ligne Bordeaux - Sète du TER Nouvelle-Aquitaine.

### Risques majeurs
Le territoire de la commune de Saint-Ferme est vulnérable à différents aléas naturels : météorologiques (tempête, orage, neige, grand froid, canicule ou sécheresse) et séisme (sismicité très faible). Un site publié par le BRGM permet d'évaluer simplement et rapidement les risques d'un bien localisé soit par son adresse soit par le numéro de sa parcelle.

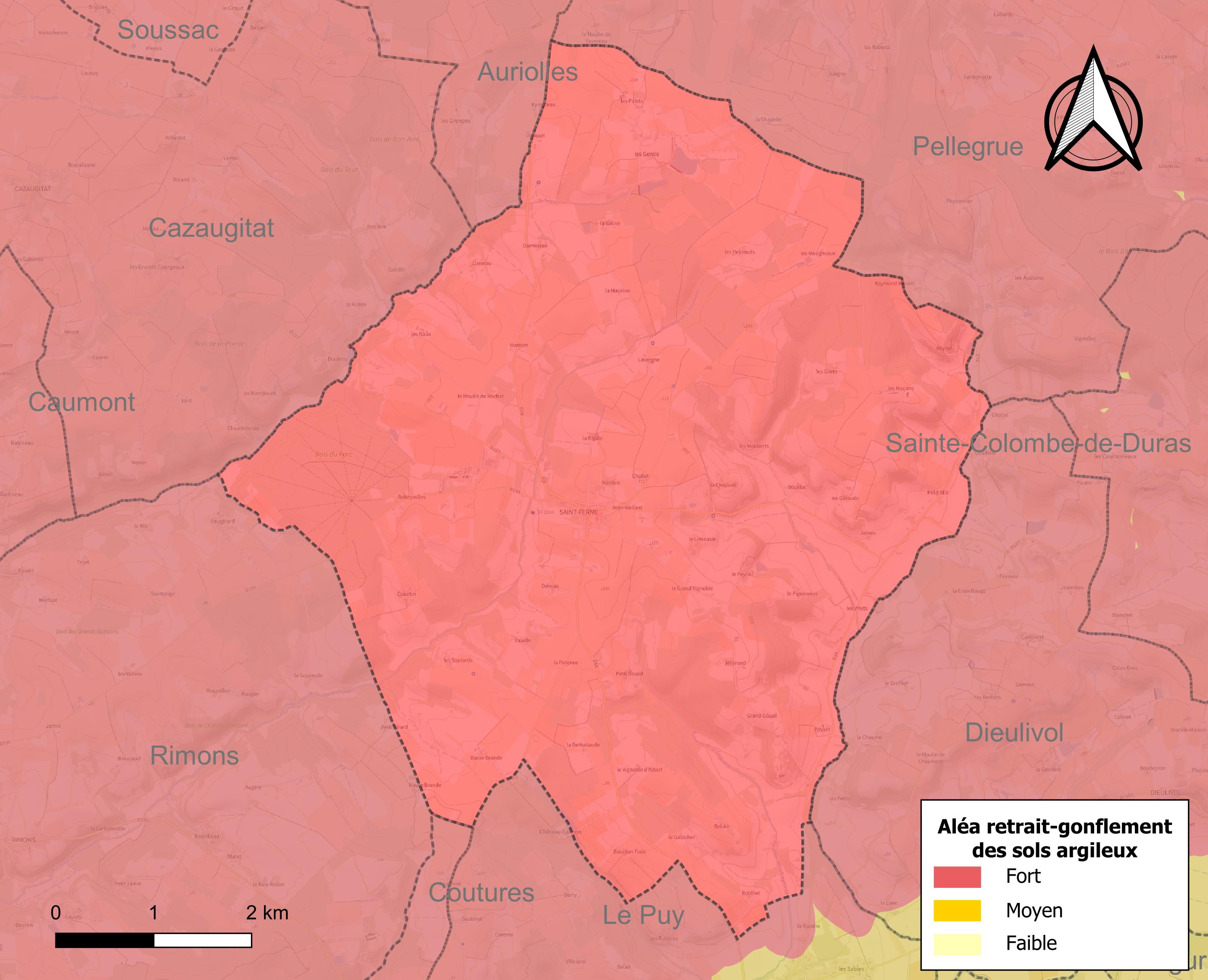
Carte des zones d'aléa retrait-gonflement des sols argileux de Saint-Ferme.

Le retrait-gonflement des sols argileux est susceptible d'engendrer des dommages importants aux bâtiments en cas d’alternance de périodes de sécheresse et de pluie. La totalité de la commune est en aléa moyen ou fort (67,4 % au niveau départemental et 48,5 % au niveau national). Sur les 212 bâtiments dénombrés sur la commune en 2019, 212 sont en aléa moyen ou fort, soit 100 %, à comparer aux 84 % au niveau départemental et 54 % au niveau national. Une cartographie de l'exposition du territoire national au retrait gonflement des sols argileux est disponible sur le site du BRGM,.
La commune a été reconnue en état de catastrophe naturelle au titre des dommages causés par les inondations et coulées de boue survenues en 1982, 1983, 1999 et 2009, par la sécheresse en 2003, 2005 et 2017 et par des mouvements de terrain en 1999.

## Histoire
À la Révolution, la paroisse Saint-Ferme forme la commune de Saint-Ferme.

## Politique et administration
| Période                                  | Période  | Identité                 | Étiquette | Qualité              |
| ---------------------------------------- | -------- | ------------------------ | --------- | -------------------- |
| mars 2001                                | 2020     | Émile Bouscary           |           | Agriculteur retraité |
| 2020                                     | En cours | Marie-France Dalla-Longa |           |                      |
| Les données manquantes sont à compléter. |          |                          |           |                      |

### Communauté de communes
Le 1er janvier 2014, la Communauté de communes du Pays de Pellegrue ayant été supprimée, la commune de Saint-Ferme s'est retrouvée intégrée à la Communauté de communes du Sauveterrois siégeant à Sauveterre-de-Guyenne.
Elle intègre ensuite la communauté des communes rurales de l'Entre-Deux-Mers le 1er janvier 2017.

## Démographie
L'évolution du nombre d'habitants est connue à travers les recensements de la population effectués dans la commune depuis 1793. Pour les communes de moins de 10 000 habitants, une enquête de recensement portant sur toute la population est réalisée tous les cinq ans, les populations de référence des années intermédiaires étant quant à elles estimées par interpolation ou extrapolation. Pour la commune, le premier recensement exhaustif entrant dans le cadre du nouveau dispositif a été réalisé en 2004.

En 2022, la commune comptait 338 habitants, en évolution de −4,25 % par rapport à 2016 (Gironde : +6,91 %, France hors Mayotte : +2,11 %).
| 1793  | 1800 | 1806 | 1821 | 1831 | 1836 | 1841 | 1846 | 1851 |
| ----- | ---- | ---- | ---- | ---- | ---- | ---- | ---- | ---- |
| 1 011 | 839  | 851  | 988  | 930  | 966  | 956  | 892  | 862  |

| 1856 | 1861 | 1866 | 1872 | 1876 | 1881 | 1886 | 1891 | 1896 |
| ---- | ---- | ---- | ---- | ---- | ---- | ---- | ---- | ---- |
| 797  | 822  | 807  | 784  | 758  | 672  | 630  | 609  | 633  |

| 1901 | 1906 | 1911 | 1921 | 1926 | 1931 | 1936 | 1946 | 1954 |
| ---- | ---- | ---- | ---- | ---- | ---- | ---- | ---- | ---- |
| 613  | 647  | 663  | 618  | 603  | 571  | 616  | 608  | 598  |

| 1962 | 1968 | 1975 | 1982 | 1990 | 1999 | 2004 | 2006 | 2009 |
| ---- | ---- | ---- | ---- | ---- | ---- | ---- | ---- | ---- |
| 548  | 505  | 404  | 382  | 369  | 338  | 346  | 353  | 365  |

| 2014 | 2019 | 2022 | - | - | - | - | - | - |
| ---- | ---- | ---- | - | - | - | - | - | - |
| 358  | 340  | 338  | - | - | - | - | - | - |

## Culture et patrimoine

### Lieux et monuments
- L'abbaye de Saint-Ferme date du VIe siècle. Il s'agit d'un monastère fondé par des moines noirs qui y vécurent du VIe au VIIIe siècle, et en furent chassés et remplacés par des bénédictins venus de Saint-Florent-de-Saumur par l’un des quatre chemins de Compostelle, la voie de Vézelay dite route de Pologne, et qui fondèrent en 1080 l'abbaye, célèbre pour ses chapiteaux romans. Rattachée à celle de Saint-Florent de Saumur, elle constituait un haut lieu de pèlerinage des adorateurs des reliques de Marie-Madeleine, de saint Fiacre et de saint Ferme. Fortifiée pour la guerre de Cent Ans au XIVe siècle, puis pour les guerres de religion aux XVIe et XVIIe siècles, les bâtiments claustraux sont intacts. L'abbaye a été inscrite monument historique en 1990[24].

Chaque année à l'Épiphanie, une crèche vivante y est jouée en occitan.
- Le chevet de l’église abbatiale romane, construite accotée au nord de l'abbaye au début du XIIe siècle, est classée monument historique en 1886[25] ; son chevet, objet du classement, fut remanié du XVe au XVIIe siècle.

L’ensemble du monastère est romano-gothique. À l’intérieur des bâtiments claustraux, on peut découvrir des outils de métiers traditionnels du monastère associant la vie des moines à leurs serfs, des paysans et des artisans ainsi que le trésor monétaire de saint Ferme, découvert en 1985 est composé de 1 343 pièces romaines.
Dans l’ancien oustal, sont aménagées des salles voûtées du XVe siècle.
L'église abbatiale et l'abbaye

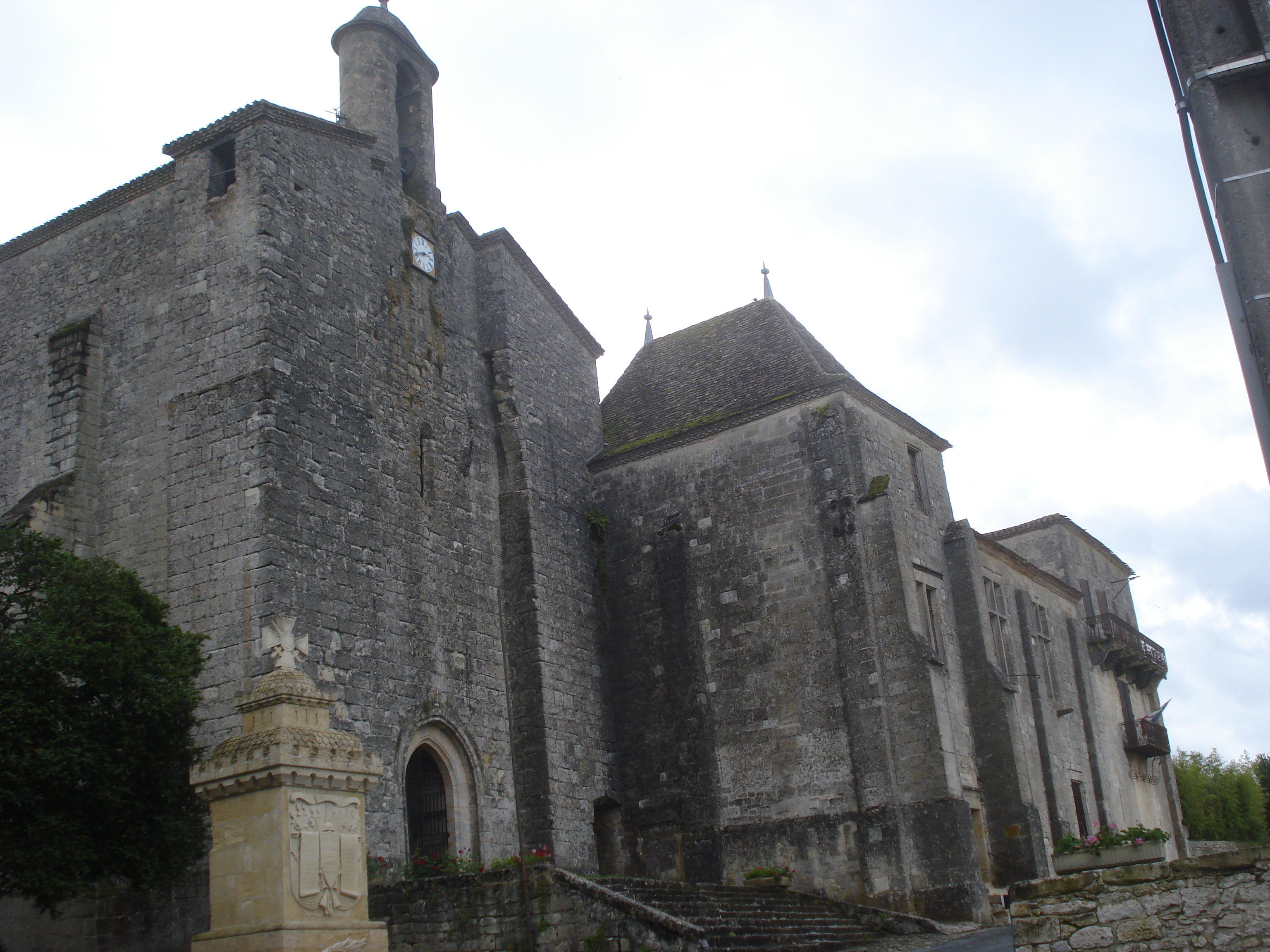
Église et abbaye (août 2008)
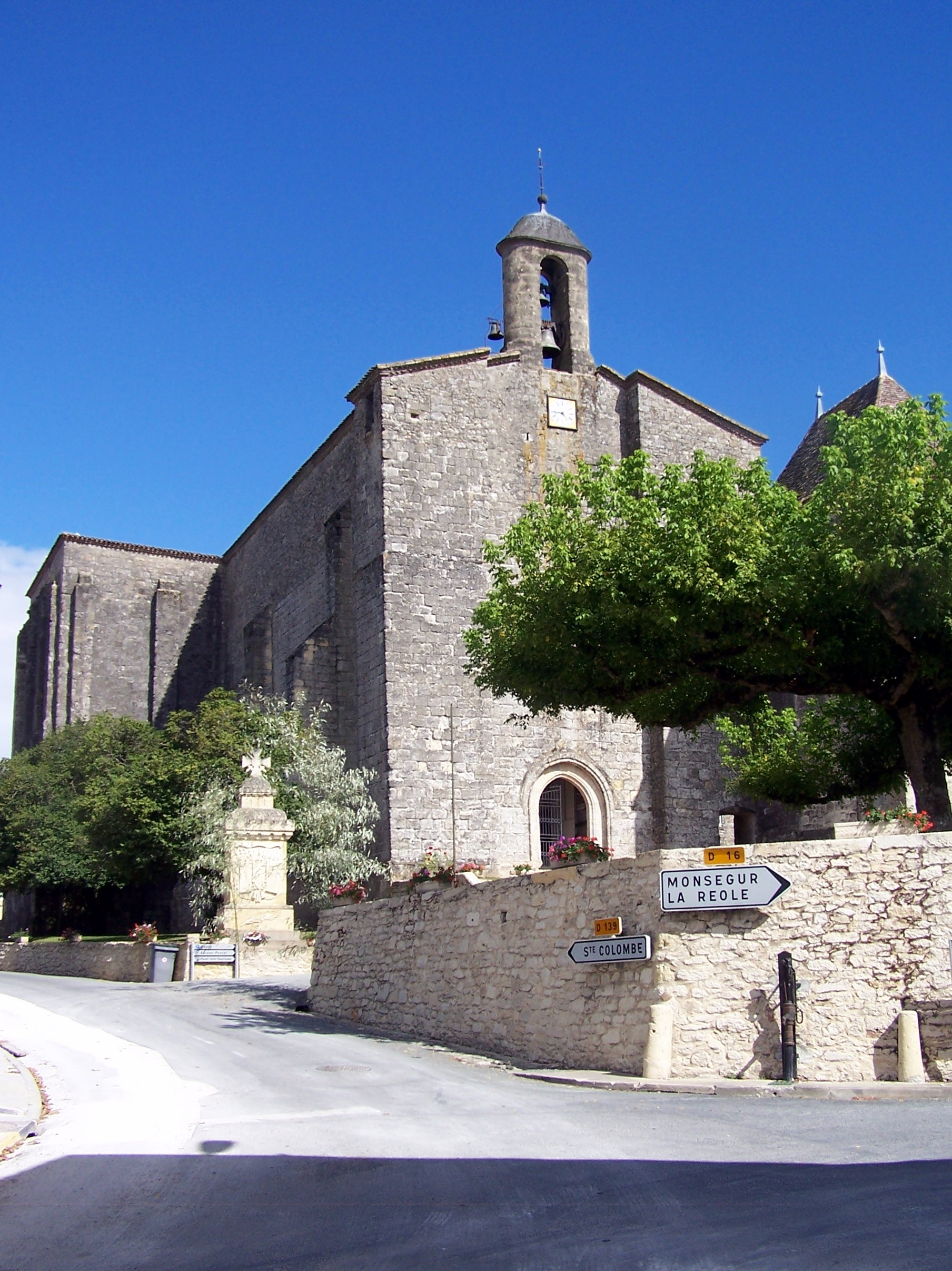
L'église abbatiale (août 2010)
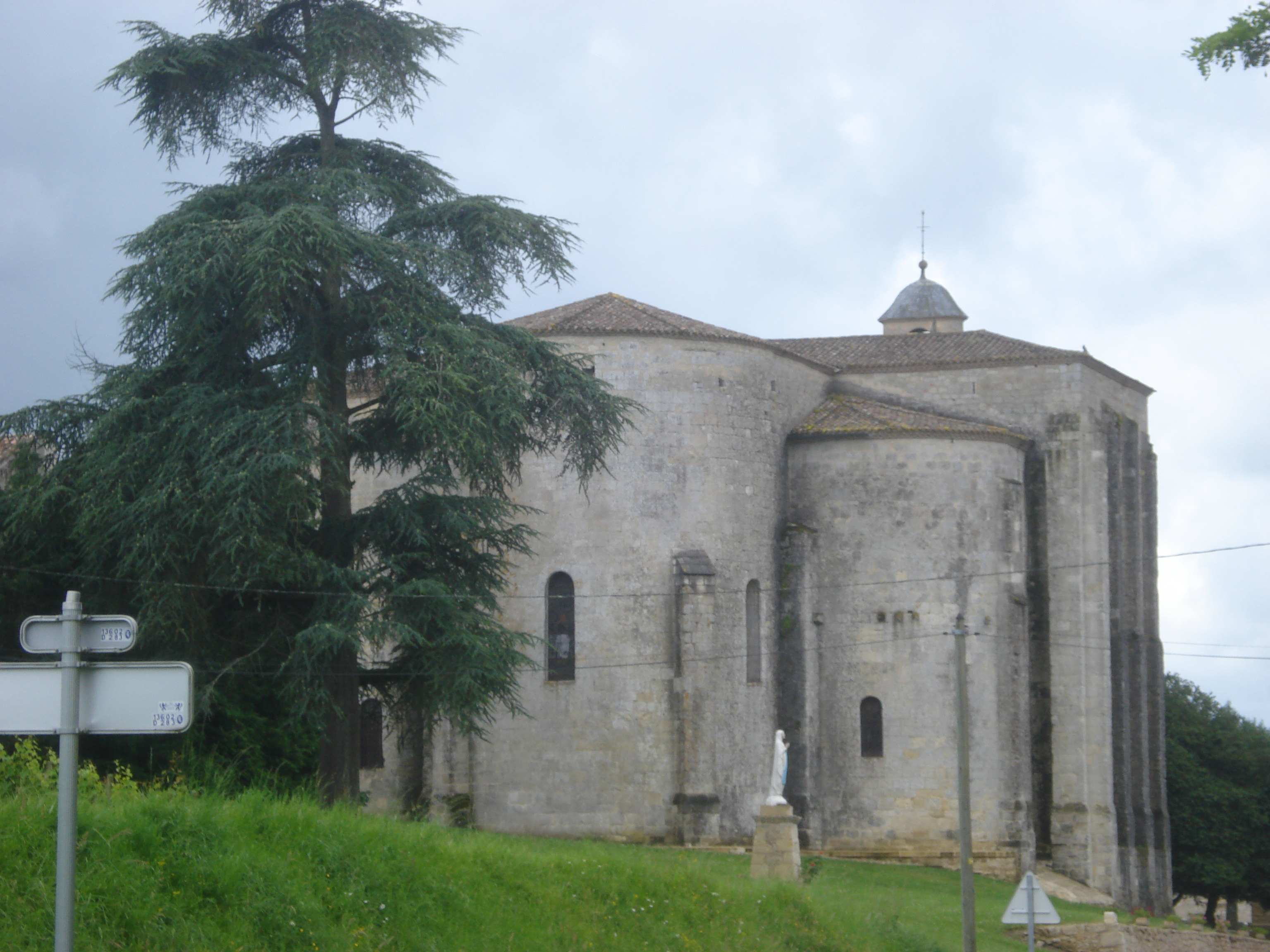
Chevet de l'église abbatiale (août 2008)
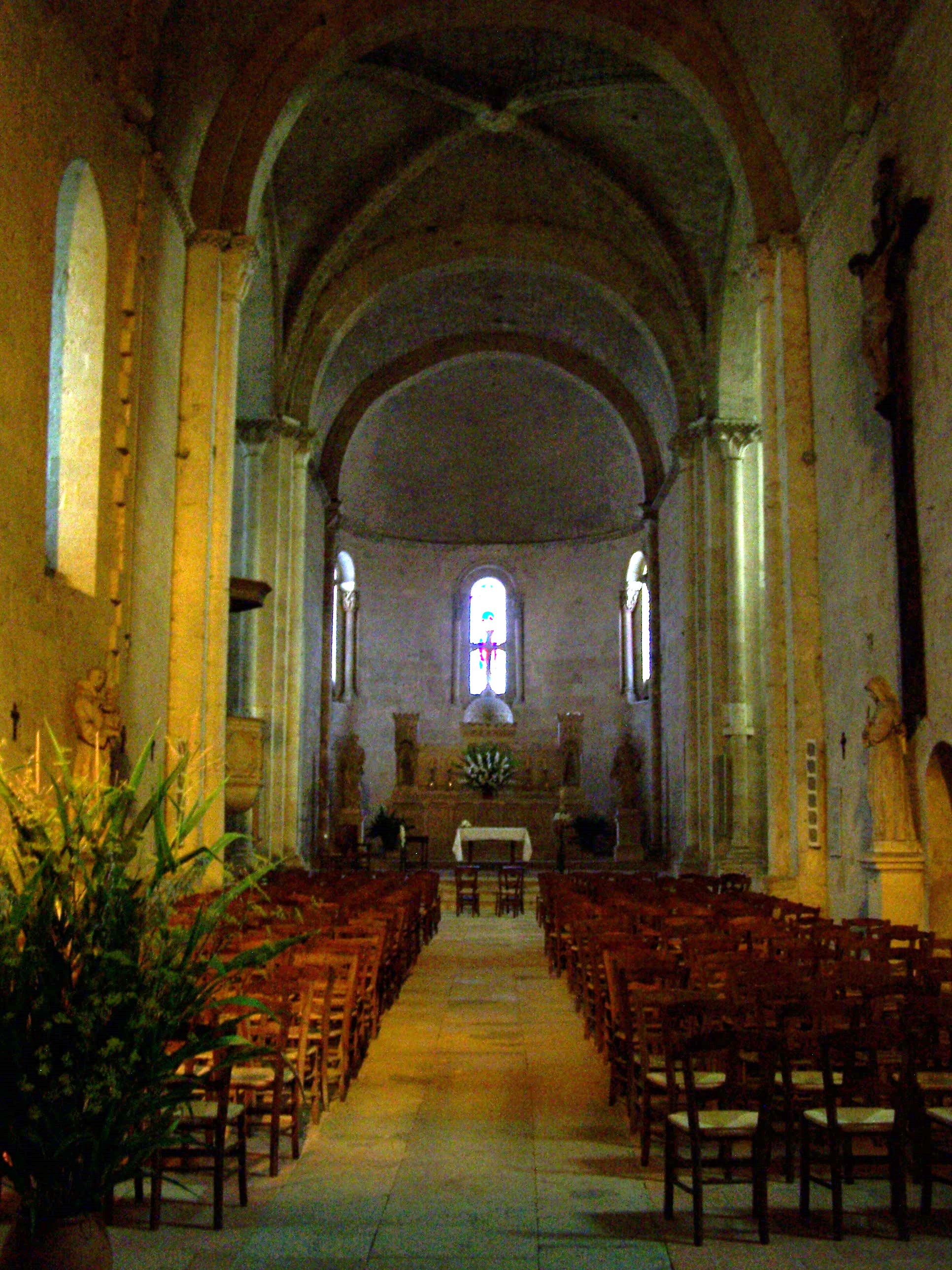
Nef de l'église (août 2010)
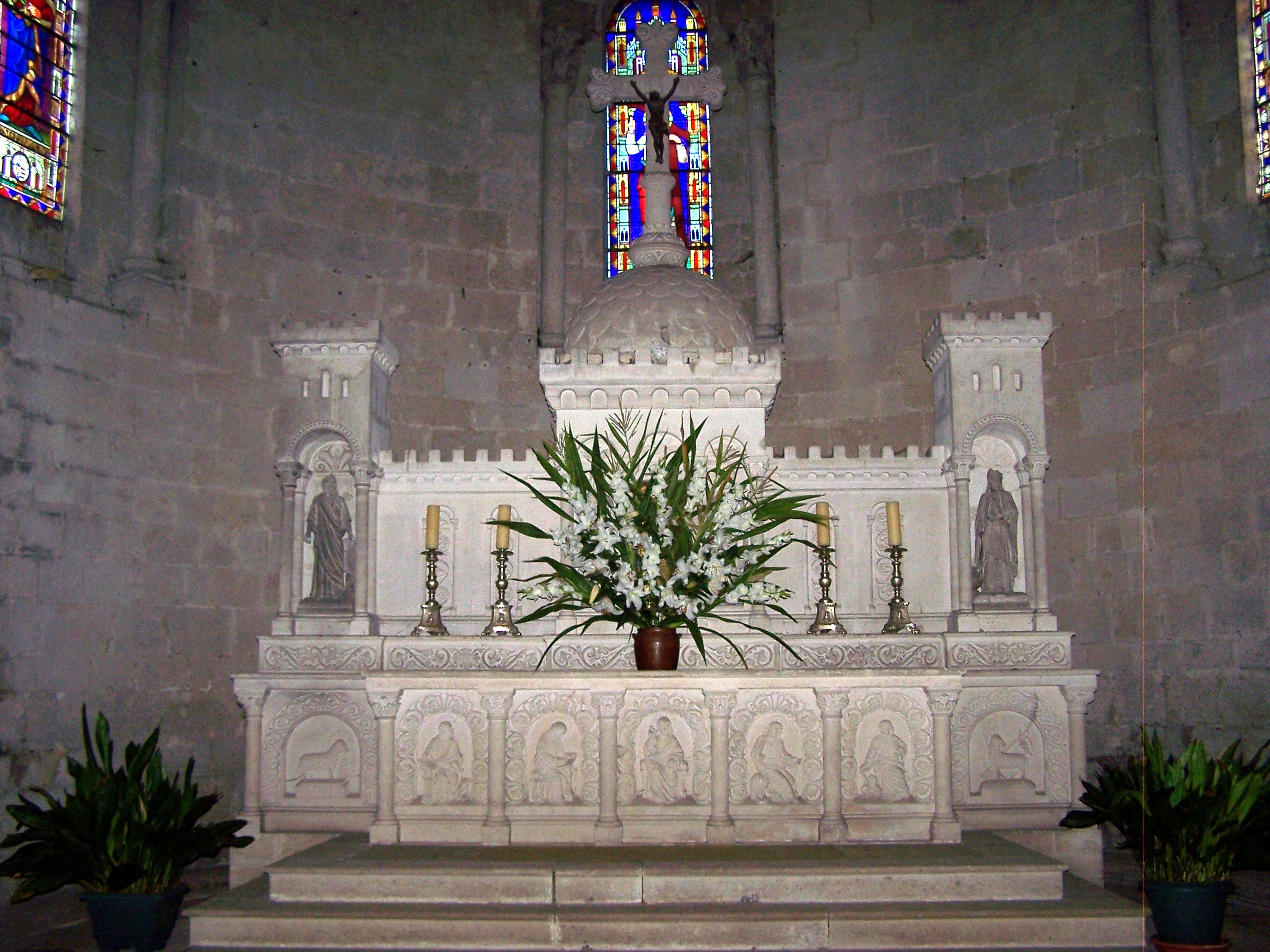
Autel de l'église (août 2008)
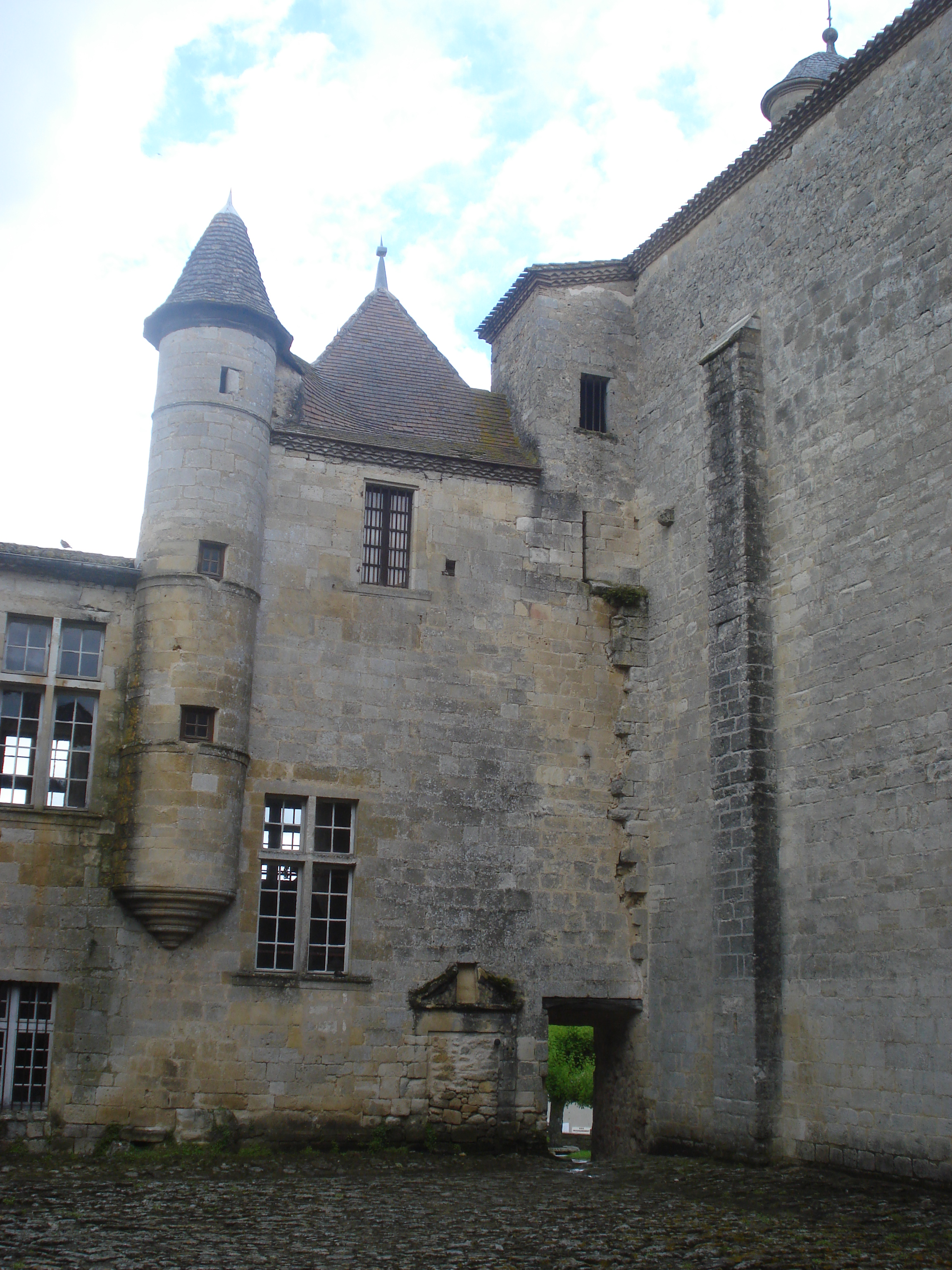
Cour intérieure de l'abbaye (août 2008)

Le village

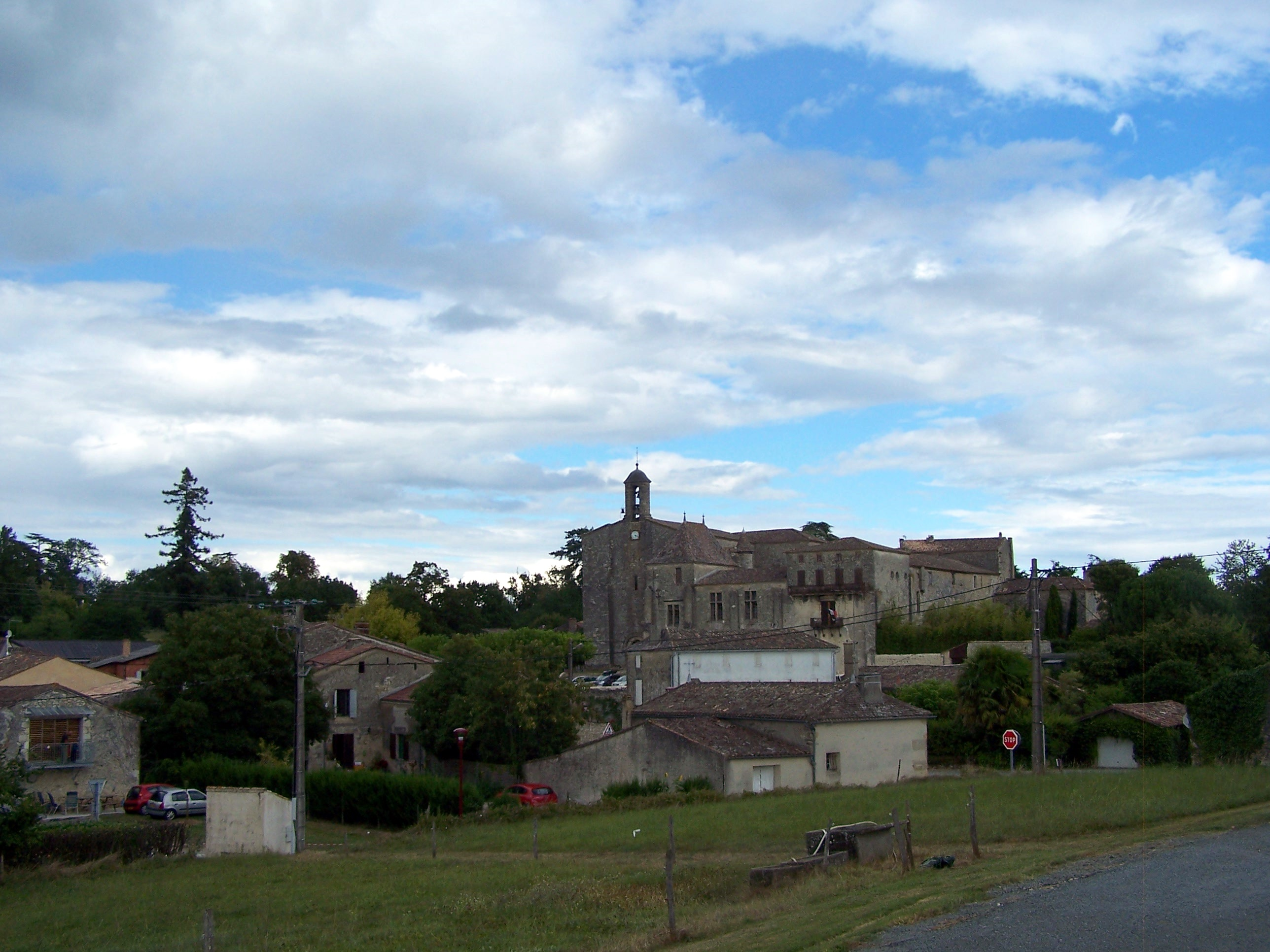
Vue générale du village (août 2010)
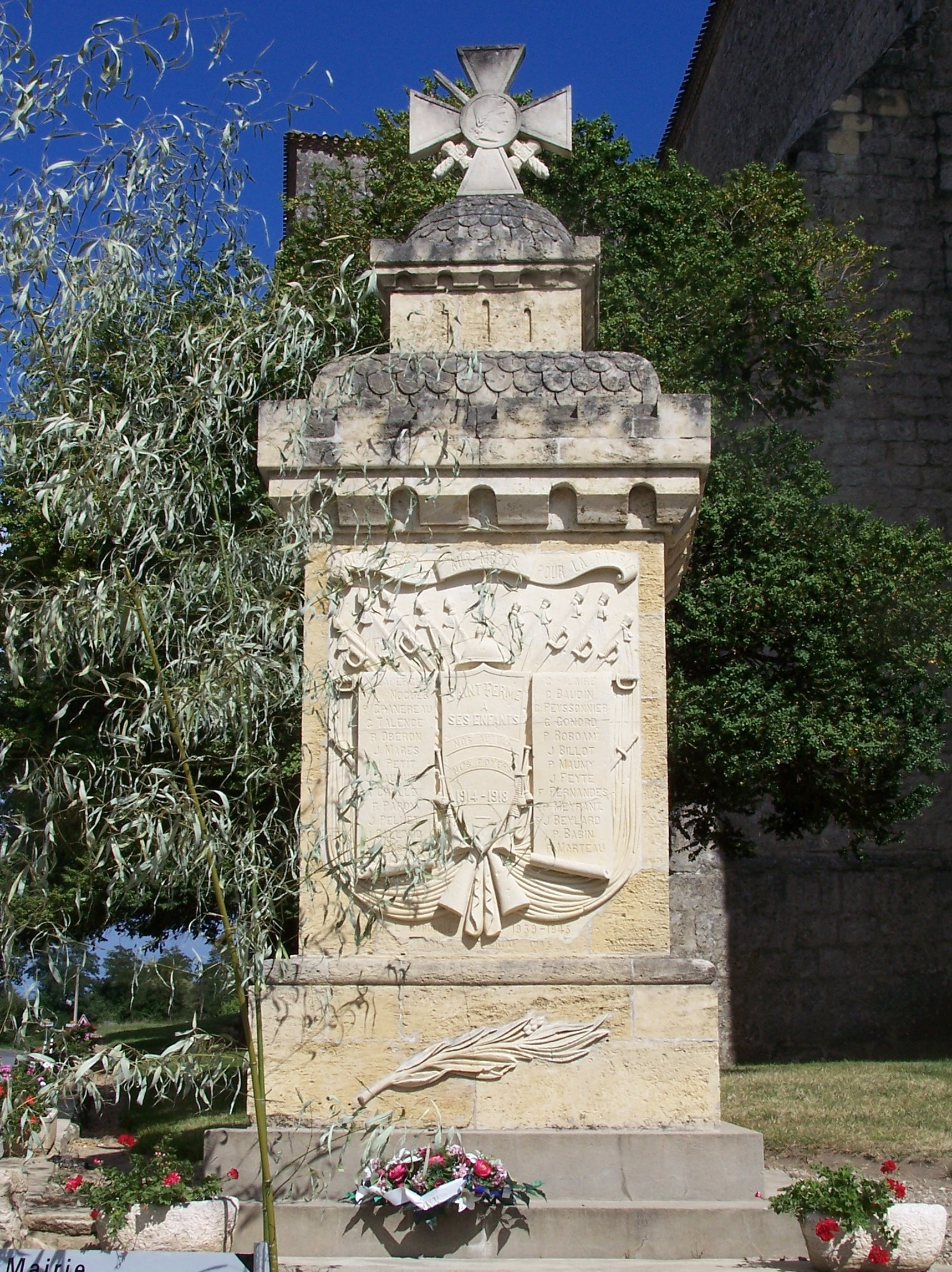
Le monument aux morts près de l'église (août 2010)

### Abbés
Abbés élus
Abbés commendataires
- Roch-Étienne de Vichy, (1753-1829)[26].

### Personnalités liées à la commune
- Emile Caussin de Perceval 1856/1931, propriétaire du château du Parc, membre de l ' Académie de Bordeaux, érudit, auteur d 'ouvrages sur Lainé, Montesquieu, Montaigne..